# Tanchichal
Tanchichal är en ort i Mexiko.   Den ligger i kommunen Ostuacán och delstaten Chiapas, i den sydöstra delen av landet, 700 km öster om huvudstaden Mexico City. Tanchichal ligger 292 meter över havet och antalet invånare är 101.
Terrängen runt Tanchichal är kuperad. Runt Tanchichal är det ganska glesbefolkat, med 35 invånare per kvadratkilometer. Närmaste större samhälle är Ostuacán, 2,3 km väster om Tanchichal. I omgivningarna runt Tanchichal växer huvudsakligen savannskog.